# Arthur Adamov
Arthur Adamov (in russo Артюр Адамов Artur Adamov), nato Arthur Adamian (in armeno Արթուր Ադամյան Art’ur Adamyan) (Kislovodsk, 23 agosto 1908 – Parigi, 15 marzo 1970) è stato uno scrittore e drammaturgo francese di origine russo-armena.
Il suo teatro, all'inizio influenzato dal surrealismo, si riannoda alla corrente del teatro dell'assurdo. La sua opera è spesso onirica; subendo in seguito l'influenza di Brecht, essa si orientò verso opere molto più politicizzate. Le sue storie sono spesso ispirate alle sue vicende personali. La sua produzione, critica e autobiografica, è una meditazione sulle proprie contraddizioni intime, dalle quali solo la sua morte volontaria (morì suicida) giunse a liberarlo.

## Biografia
Adamov (originariamente Adamian) nacque in Russia nell'odierno Kraj di Stavropol' da una ricca famiglia armena che, tuttavia, perse il suo denaro nel 1917. Come avvenne per molti altri facoltosi russi del tempo, Adamov venne allevato facendo del francese la sua prima lingua, e nel 1924 si trasferì a Parigi.
A Parigi, Adamov incontrò i surrealisti ed editò il giornale surrealista Discontinuité. Cominciò a scrivere testi teatrali dopo la Seconda guerra mondiale, dei quali La Parodie (1947) fu il primo. In testi come L'invasion (1949) e La grande et la petite manoeuvre (1950) si avverte l'influenza di Franz Kafka e dell'espressionismo tedesco, nonché del teatro della crudeltà proposto da Antonin Artaud; la divisione dell'umanità in carnefici e vittime, dovuta al fato,  viene messa in luce allo scopo di superarla, in nome di un comune sentire degli uomini.
Le opere successive mostrano una maggiore influenza di Brecht e di Piscator; la soluzione alla lacerazione umana è l'adesione al proprio tempo mediante un'azione politica. Il personaggio eponimo di una delle sue opere più conosciute, Le Professeur Taranne (1953), è accusato di varie cose (nudità in pubblico, spargimento di rifiuti, plagio), le quali sono da lui tutte negate, solo per vedere le sue negazioni ritorcersi contro di lui in prove ancora più schiaccianti delle sue infrazioni. Questo testo fu direttamente influenzato da un sogno che Adamov fece.
Meno note al pubblico sono le sue opere in prosa, che annoverano racconti brevi come Fin Août (in Je... Ils..., 1969). I loro temi girano intorno a soggetti come il masochismo, che l'autore considerava una «immunizzazione contro la morte». Interessanti sono anche le sue traduzioni e adattamenti di opere straniere: La morte di Danton da Georg Büchner, Edoardo II da Christopher Marlowe, I piccoli borghesi di Maksim Gor'kij, Le anime morte di Gogol'.
La sua opera è stata in gran parte raccolta in tre volumi di Théâtre (1953, 1955, 1966). Le sue riflessioni e note sul teatro sono contenute nel volume Ici et maintenant (1964).
Adamov si suicidò prendendo una dose eccessiva di barbiturici nel 1970.
Sua moglie, Jacquie Adamov, il cui vero nome era Jacqueline Autrusseau-Adamian, era una giornalista e psicanalista francese. Nacque il 5 febbraio 1922 e morì il 14 gennaio 2004 a Villejuif nel Val-de-Marne. Fu segretaria di redazione della rivista dell'«Institut français de psychanalyse».

## Opere
- La Parodie (1947, pubblicato nel 1952)
- Invasion (1949)
- La Grande et la petite manœuvre (1950)
- Tous contre tous (1952)
- Le Professeur Taranne (1953)
- Le Ping Pong (1955)
- Paolo Paoli (1956)
- Le printemps 71 (1961)
- La Politique des restes (1962)
- Thomas More ou L'homme seul (con R. Bolt, 1963)
- Ici et maintenant (saggio, 1964)
- La Sainte Europe (1965)
- M. le Modéré (1967)
- Off Limits (1968)
- Je... Ils... (1969)
- Si l'été revenait (1970)
- Théâtre, 3 volumi (1953, 1955, 1966)